# Dasychira hypertropa
Dasychira hypertropa är en fjärilsart som beskrevs av Erich Martin Hering 1941. Dasychira hypertropa ingår i släktet Dasychira och familjen tofsspinnare. Inga underarter finns listade i Catalogue of Life.